# Лін (папа)
Лін (лат. Linus) — 2-й Папа Римський (64 (67) — 23 вересня 76 (78), святий, великомученик. Про нього відомо дуже мало. За певними свідченнями (Liber Pontificalis та інші), народився в Тоскані, його батька звали Геркулано. Імовірно про нього згадує апостол Павло у другому посланні Тимофію (2 Тим. 4:21). Уривчасті відомості про Ліна містяться в працях християнських письменників ІІ–IV ст.: Іринея Ліонського, Євсевія Кесарійського, Єпифанія Кіпрського й Єроніма Стридонського. Приміром, у третій книзі «Проти єресей» Іриней Ліонський пише: «Блаженні апостоли, заснувавши й улаштувавши церкву, вручили єпископське служіння Ліну; про цього Ліна апостол Павло згадує в Посланнях до Тимофія» (2 Тимофія 4:21). Прийняв мучеництво і був похований поряд зі святим Петром.